# Пятилетка (группа)
Пятиле́тка — музыкальная группа, исполняющая песни в стилистике русского шансона. Создана в 2002 году музыкальным продюсером Алексеем Брянцевым (гр. Бутырка, гр. Дальний свет, гр. Пацанка и т. д.). Известна аудитории слушателей по песням «Пятилетка», «Колея дорога», «А у времени года», «Зажжем, бродяги, свечи», «Младший брат», «Громовой раскат», «Прости, прощай», «Пианистка» и многим другим. Одна из самых популярных российских групп в стиле русского шансона.

## История
История создания группы довольно обычная. Питерские музыканты Дмитрий Быковский и Эдуард Харламов довольно часто мелькали во многих ночных заведениях в качестве исполнителей кабацких песен, пока не оказались в нужном месте, в нужное время и в нужной компании. В результате такой концентрации сразу нескольких творческих личностей возник союз в составе: Дмитрий Быковский — вокал, Эдуард Харламов — клавишные, Алексей Четвериков — бэк-вокал, Алексей Брянцев — аранжировка.
Результатом работы коллектива в 2003 году оказались песни, впоследствии вошедшие в первый альбом группы, название которой собственно и дал первый записанный трек — «Пятилетка». Эта песня практически определила стилистику и манеру исполнения коллектива.
В 2007 году из группы ушёл её солист Дмитрий Быковский (сегодня он — актёр театра БДТ им. Товстоногова в Санкт-Петербурге, снялся в известных телесериалах: «Ментовские войны» части 1, 2, 3, 4, 5, 6, 7; «Прииск» части 1 и 2; «Жизнь и смерть Лёньки Пантелеева» и др.) и появился новый вокалист группы «Пятилетка» — Валерий Волошин.
К 2009 году у группы вышло 5 альбомов. Все альбомы были выпущены компанией «Классик компании». Звучание группы отличает мощная энергетика, танцевальные ритмы, современный саунд. Репертуар группы насчитывает более 50-ти песен. Группа гастролирует по России. Песни ротируются на Радио «Шансон» и других радиостанциях, выходят в популярных шансон-сборниках.
В 2010 году группа прекратила гастрольную деятельность и состав коллектива был распущен в бессрочный отпуск.
В 2012 году группа «Пятилетка» снова собралась полностью. На данный момент группа планирует дать ряд концертов по России с новой программой «Прости. Прощай». В концертную программу войдут новые и проверенные хиты группы «Пятилетка».
В 2018 году  группа «Пятилетка» провела гастрольный запланирован тур по Сибири в России в таких городах как: Новосибирск, Омск, Тюмень, Томск, Кемерово.
С 2020 года по настоящее время группа «Пятилетка» и Валерий Волошин  ведет концертно-гастрольную деятельность. В концертной программе новые и полюбившиеся песни группы «Пятилетка».

## Дискография

### Альбомы
- 2003 — Пятилетка
- 2004 — Второй альбом
- 2005 — Брось оружие… Руки в гору
- 2006 — Четвёртый альбом
- 2008 — 5 с плюсом
- 2023 — Не последний альбом

## Текущий состав группы
- Валерий Волошин — вокал.
- Алексей Гаврик

Бывшие участники:
- Дмитрий Быковский — вокал (2002—2007).
- Вадим Глухов — гитара